# Will Smith
Willard Christopher "Will" Smith, Jr. (sinh ngày 25 tháng 9, năm 1968) là một diễn viên, rapper, nhà sản xuất và nhạc sĩ người Mỹ. Tháng 4 năm 2007, Newsweek đã xem xét ông là "nam diễn viên quyền lực nhất Hollywood". Smith đã được đề cử cho năm giải thưởng Quả Cầu Vàng (Golden Globe Awards) và hai lần được đề cử tại giải thưởng của Viện Hàn lâm (Academy Awards), và đã giành được bốn giải Grammy.
Vào cuối những năm 1980, ông chỉ nổi tiếng với công việc rapper nghệ danh là The Fresh Prince. Năm 1990, anh dần trở nên nổi tiếng sau khi đóng vai chính trong bộ phim truyền hình nổi tiếng NBC The Fresh Prince of Bel-Air, dài 6 mùa (đến năm 1996). Sau khi bộ phim kết thúc bộ phim, anh chuyển qua làm diễn viên điện ảnh và trở thành ngôi sao trong nhiều bộ phim bom tấn. Anh là diễn viên duy nhất có tám bộ phim liên tiếp thu về tổng cộng hơn 100 triệu đô la ở rạp chiếu phim trong nước, 11 bộ phim liên tiếp thu về trên 150 triệu đôla trên toàn thế giới, và tám bộ phim liên tiếp mà anh đóng vai chính ở vị trí số một tại doanh thu trong nước.
Smith đã được tạp chí Forbes bình chọn là ngôi sao "bankable" (diễn viên có sức hút đến mức chỉ cần xuất hiện trong phim là đủ đảm bảo doanh thu phòng vé của bộ phim đó) nhất trên toàn thế giới. Tính đến năm 2014, 17 trong số 21 bộ phim mà anh đóng vai chính đã thu được tổng thu nhập trên 100 triệu đô la Mỹ trên toàn thế giới, mỗi năm thu về hơn 500 triệu đô la Mỹ. Tính đến năm 2016, bộ phim của ông đã thu về 7,5 tỷ đô la tại các phòng vé toàn cầu. Với vai diễn trong phim Ali (2001) và The Pursuit of Happiness (2006), Smith đã nhận được đề cử giải Oscar cho mục "Nam diễn viên xuất sắc nhất".

## Thân thế
Willard Carroll Smith Jr. sinh ngày 25 tháng 9 năm 1968 ở Philadelphia, Pennsylvania. Mẹ ông là Caroline (Bright), một quản trị viên trường học ở Philadelphia, và cha ông là Willard Carroll Smith, Sr (mất năm 2016), một kỹ sư điện lạnh. Ông lớn lên tại vùng ngoại ô Wynnefield của Tây Philadelphia trong một gia đình theo đạo Báp-tít. Smith có ba anh chị em, chị gái Pamela, hơn bốn tuổi, và cặp song sinh Harry và Ellen, nhỏ hơn ba tuổi. Smith học ở Our Lady of Lourdes, một trường tiểu học Công giáo tư thục ở Philadelphia. Cha mẹ ông ly thân khi ông 13 tuổi, nhưng đến năm 2000 mới ly dị.
Smith học trường trung học Overbrook. Mặc dù được công bố rộng rãi ra đại chúng, nhưng thật ra việc Smith từ chối học bổng để theo học tại Học viện Công nghệ Massachusetts (MIT) là không đúng sự thật, ông đã không bao giờ xin học đại học vì ông muốn trở thành rapper. "Mẹ tôi, từng làm việc cho ở trường Philadelphia, có một người bạn là cán bộ tuyển sinh của MIT. Tôi có điểm SAT khá cao và họ đang cần tuyển những đứa trẻ da đen, nên có lẽ tôi đã có thể vào. Nhưng tôi vốn không có ý định học đại học." Smith nói.

## Sự nghiệp ca nhạc và diễn xuất

### Sự nghiệp ca nhạc ban đầu
Ông bắt đầu sự nghiệp rapper cùng với hai người bạn là Jazzy Jeff, Clarence Holmes, ông lấy nghệ danh là The Fresh Prince. Bộ ba nổi tiếng với những bài hát hài hước, vui vẻ, đặc biệt là bài "Parents Just Don't Understand" và "Summertime". Họ nhanh chóng nhận được sự ủng hộ và nhận được giải Grammy được trao cho thể loại Rap.
Năm 1990, Smith gần như phá sản vì nợ nần. May mắn, ông được truyền hình NBC kí hợp đồng để anh đóng vai chính trong bộ sitcom "The Fresh Prince of Bel-Air". Bộ phim truyền hình thành công và đưa anh đến với điện ảnh. Will Smith giờ đây đặt ra cho mình mục tiêu đó là "trở thành ngôi sao điện ảnh lớn nhất thế giới".

### Sự nghiệp diễn xuất
Ông sau đó tham gia đóng vai chính trong phim "Six Degrees of Separation" (1993) và phim hành động "Bad Boys" (1995), trong đó ông đóng vai chính trong Martin Lawrence.
Năm 1996, Smith là một trong các vai chính của phim "The Independence Day" của Roland Emmerich. Bộ phim là một bộ phim bom tấn khổng lồ, trở thành bộ phim có doanh thu cao thứ nhì trong lịch sử vào thời điểm đó. Vào mùa hè năm 1997, anh đóng vai chính cùng với Tommy Lee Jones trong bộ phim Men in Black. Năm 1998, Smith đóng vai chính với Gene Hackman trong Enemy of the State.
Ông từ chối đóng vai Neo trong phim "Ma trận" để tham gia phim "Wild Wild West" (1999). Mặc dù bộ phim không được thành công, ông nói ông không hề hối tiếc với quyết định của mình, và khẳng định Keanu Reeves đóng vai Neo tốt hơn mình.
Vào năm 2005, Smith đã được đưa vào Sách kỷ lục Thế giới Guinness vì đã tham dự ba buổi ra mắt phim trong 24 giờ.
Vào ngày 10 tháng 12 năm 2007, Smith được vinh danh bởi Nhà hát Grauman's Chinese trên Đại lộ Hollywood, Smith đặt dấu bàn tay và chân bên ngoài nhà hát nổi tiếng này trước mặt nhiều người hâm mộ. Khi đó, Smith đã đóng xong vai chính trong bộ phim "I Am Legend", bộ phim được chiếu vào ngày 14 tháng 12 năm đấy. Bộ phim nhận được hàng loạt đánh giá tích cực, có doanh thu mở đầu lớn nhất tháng 12 ở Mỹ. Smith coi bộ phim là "cực kỳ độc đáo". Một nhà bình luận cho hay thành công thương mại của bộ phim "đã củng cố vị trí của Smith trong vai trò diễn viên phòng vé số một tại Hollywood." Vào ngày 1 tháng 12 năm 2008, TV Guide đã thông báo rằng Smith đã được chọn là một trong 10 người hấp dẫn nhất nước Mỹ năm 2008 cho một chương trình đặc biệt của Barbara Walters ABC phát sóng vào ngày 4 tháng 12 năm 2008. 
Trong năm 2008 Smith đã được báo cáo là sẽ phát triển một bộ phim mang tên The Last Pharaoh, trong đó anh sẽ đóng vai Taharqa. Năm 2008, Smith đã đóng vai chính trong bộ phim siêu anh hùng Hancock.
Trong Men in Black III (2012), Smith một lần nữa trong vai Đặc vụ J. Đây là vai diễn chính đầu tiên của anh trong bốn năm. Smith đã đóng với Barry Sonnenfeld trong suốt bộ phim. Sau khi phát hành Men in Black III, Smith đã hài lòng kết thúc vai diễn của mình với series: "Tôi nghĩ rằng ba là đủ cho tôi..."
Smith và con trai Jaden đã đóng vai cha và con trong hai bộ phim truyền hình: The Pursuit of Happyness năm 2006 và bộ phim khoa học viễn tưởng After Earth được phát hành vào ngày 31 tháng 5 năm 2013. Trong The Pursuit of Happyness, Smith đã đóng vai Chris Gardner. Bộ phim, cùng với vai diễn của Smith, đã nhận được nhiều lời khen ngợi.
Smith tham gia diễn xuất cùng Margot Robbie trong bộ phim truyền hình lãng mạn Focus. Focus được phát hành vào ngày 27 tháng 2 năm 2015. Smith đã được chọn tham gia bộ phim khoa học viễn tưởng Brilliance, một bản chuyển thể của cuốn tiểu thuyết cùng tên của Marcus Sakey được viết bởi nhà văn Jurassic Park, David Koepp, nhưng sau đó đã rời dự án.
Smith đã đóng vai bác sĩ Bennet Omalu của Viện nghiên cứu chấn thương não trong bộ phim truyền hình Concussion, người đầu tiên khám phá ra chứng bệnh chấn thương mãn tính (CTE) trong não của một cầu thủ bóng đá. CTE là một bệnh thoái hoá do chấn thương nặng ở đầu mà chỉ có thể phát hiện sau khi đã chết. 
Năm 2016, Smith diễn vai Deadshot trong bộ phim hành động Suicide Squad trong một nhóm siêu ác nhân. Cuối năm đó, Smith đã đóng vai chính trong bộ phim truyền hình của đạo diễn David Frankel, Collateral Beauty, đóng vai một nhà quản lý quảng cáo ở New York.

## Cuộc sống cá nhân
Smith kết hôn với Sheree Zampino năm 1992. Họ có một con trai, Trey Smith, sinh ngày 11 tháng 11 năm 1992, và ly dị vào năm 1995. Trey xuất hiện trong video âm nhạc của cha mình tên là "Just the Two of Us" năm 1998. Anh cũng diễn trong hai tập phim của sitcom All of Us.
Smith kết hôn với nữ diễn viên Jada Koren Pinkett năm 1997. Cùng nhau họ có hai con: Jaden Christopher Syre Smith (sinh năm 1998), người bạn diễn trong bộ phim The Pursuit of Happyness và After Earth, và Willow Camille Reign Smith (sinh năm 2000), con gái của ông đóng trong phim I Am Legend. Smith và gia đình ông sống tại Los Angeles, California. 
Smith đã liên tục được đưa vào danh sách "Richest 40" của tạp chí Fortune, nằm trong bốn mươi người Mỹ giàu có nhất dưới 40 tuổi.

### Niềm tin tôn giáo
Mặc dù Smith từ nhỏ đi học tại một trường Công giáo, nhưng anh ta không còn khẳng định là mình theo tín ngưỡng tôn giáo nào nữa.   
Smith trao 1.3 triệu đô la cho các tổ chức từ thiện trong năm 2007, trong đó 450.000 đô la Mỹ được chuyển tới hai bộ phận Cơ đốc, và 122.500 đô la Mỹ được chuyển tới ba tổ chức Scientology; Những tổ chức nhận hỗ trợ còn lại bao gồm "một nhà thờ Hồi giáo ở Los Angeles, các trường học và nhà thờ Cơ đốc khác, và Trung tâm Tưởng niệm Yitzhak Rabin ở Israel." Smith và vợ của ông cũng đã thành lập một trường tiểu học tư nhân ở Calabasas, California, tên là New Village Leadership Academy. Will Smith đã tặng $ 1,2 triệu cho trường vào năm 2010.

### Quan điểm chính trị
Smith đã tặng 4,600 đô la cho chiến dịch tranh cử tổng thống năm 2008 của đảng Dân chủ mà người tranh cử là Barack Obama. Ngày 11 tháng 12 năm 2009, Smith và vợ của ông đã tổ chức Hoà nhạc Giải Nobel Hoà bình tại Oslo, Na Uy để chào mừng chiến thắng của Obama khi nhận giải Nobel Hòa bình. Năm 2012, Smith tuyên bố ông ủng hộ việc hợp pháp hoá hôn nhân đồng giới. 

## Đĩa nhạc

### Với DJ Jazzy Jeff
- Rock the House (1987)
- He's the DJ, I'm the Rapper (1988)
- And in This Corner... (1989)
- Homebase (1991)
- Code Red (1993)

### Solo
- Big Willie Style (1997)
- Willennium (1999)
- Born to Reign (2002)
- Lost and Found (2005)

## Tranh cãi
Trong Lễ trao giải Oscar lần thứ 94 vào ngày 27 tháng 3 năm 2022, Smith đã bước lên sân khấu và tát người dẫn chương trình kiêm diễn viên hài Chris Rock sau khi Rock nói đùa về việc cạo trọc đầu của vợ anh với sự tham khảo từ phim ''G.I. Jane''. Năm 2018, Jada Pinkett Smith được chẩn đoán mắc chứng rụng tóc và sau đó đã cạo tóc vì tình trạng này. Vụ việc khiến khán giả truyền hình và khán giả trực tiếp choáng váng. Smith sau đó quay trở lại chỗ ngồi của mình và hét lên với Rock, hai lần, "Đừng nhắc đến tên vợ tôi!" Sau đó, Smith được trao giải Nam diễn viên chính xuất sắc nhất cho King Richard. Nam diễn viên đã xin lỗi Viện Hàn lâm và những người được đề cử khác trong một bài phát biểu nhận giải vô cùng xúc động. Rock được cho là sẽ không yêu cầu buộc tội Smith. Viện Hàn Lâm đã cấm Will Smith tham dự Oscar trong 10 năm. Chủ tịch Học viện David Rubin và giám đốc điều hành Dawn Hudson cho biết trong một tuyên bố: 'Lễ trao giải Oscar lần thứ 94 nhằm tôn vinh nhiều cá nhân trong cộng đồng của chúng tôi đã làm được những công việc đáng kinh ngạc trong năm qua. Tuy nhiên những khoảnh khắc đó đã bị lu mờ bởi hành vi không thể chấp nhận được mà chúng tôi đã thấy Smith thể hiện trên sân khấu.'. Tuyên bố của Viện Hàn lâm không đề cập đến việc liệu Smith có thể được đề cử cho giải Oscar hay không trong suốt 10 năm bị cấm, cũng không có bất kỳ hành động nào để thu hồi Giải thưởng Viện hàn lâm của Smith. Smith nói rằng anh ấy tôn trọng quyết định của Học viện